# Lingyantempel

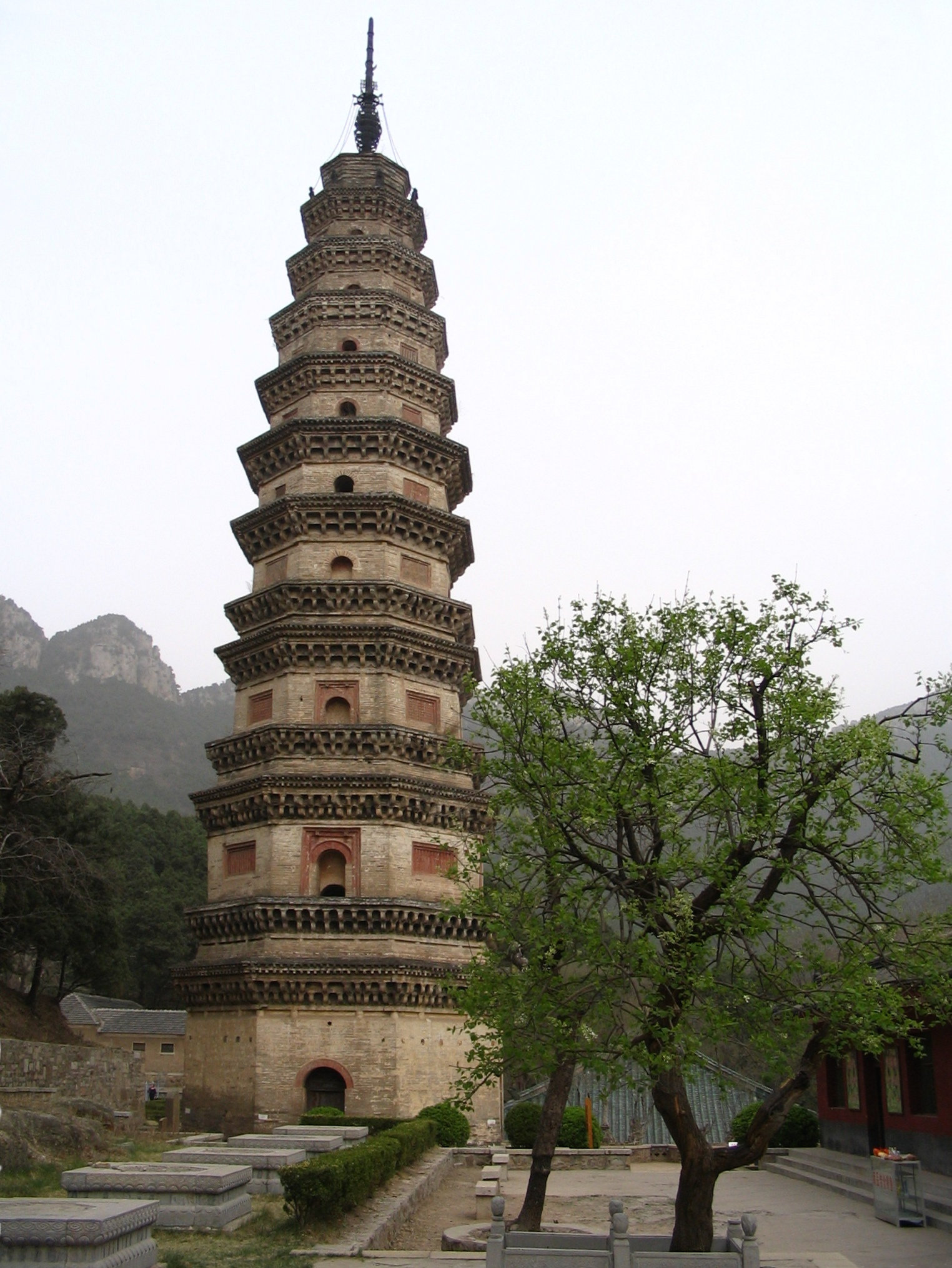
Lingyantempel

Lingyantempel is een boeddhistische tempel die 20 km ver ligt van Tai'an in Changqing (长清), Shandong, Volksrepubliek China.
De tempelterreinen zijn gelegen in een vallei aan de westkant van de Taisjan. De Lingyan tempel kent een lange (beschreven) geschiedenis, en was een van de belangrijkste tempels in China ten tijde van de Tang-dynastie en de Song-dynastie. De meest vermaarde delen zijn de 11e-eeuwse Pizhi-pagode en de 1000-Boeddha's hal met daarin een bronzen Boeddhabeeld uit de tijd van de Ming-dynastie, en 40 geschilderde manshoge terracottabeelden van Arahanten van de Song dynastie.

## Geschiedenis

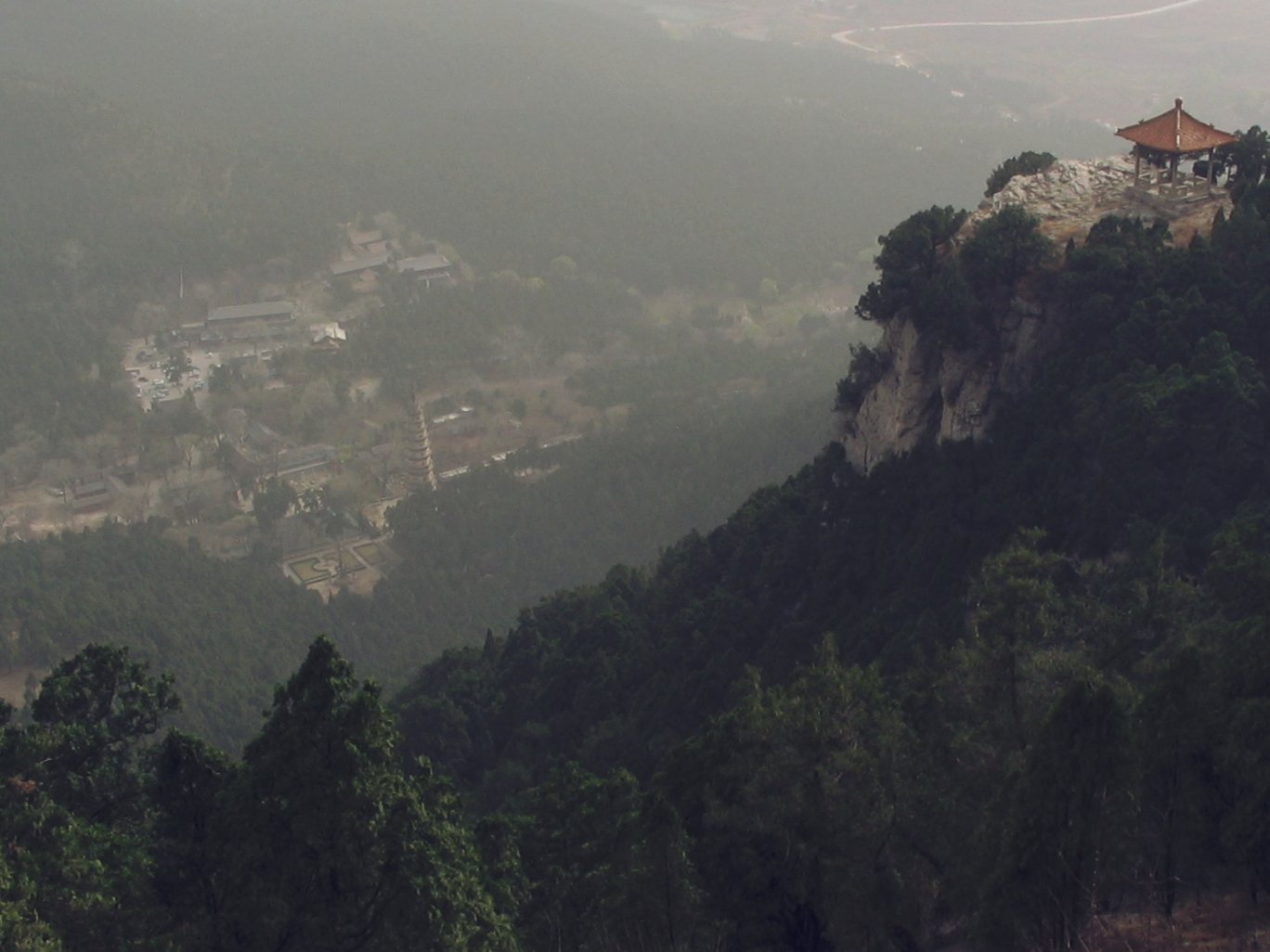
Zicht op de Lingyan tempel en de Pizhi pagode vanaf een helling van de Taisjan

De oorspronkelijke tempel werd opgericht in de Yongxing-periode (357–358), tijdens de regeerperiode van Fú Jiān (357–385) van de Former Qin Staat. Tijdens de Noordelijke Wei-dynastie (386–534) kreeg de tempel meer aanzien, en deze bereikte zijn grootste belangrijkheid tijdens de Tang- en de Song-dynastie, respectievelijk (618–907) en (960–1279). Er waren meer dan 40 houten tempelhallen aanwezig op het tempelcomplex, met in totaal meer dan 500 kloosterkamers. In deze periode woonden er meer dan 500 Boeddhistische monniken op het tempelcomplex. De oudste structuren zijn een aantal stenen stoepa's en een Chinese pagode in de paviljoenstijl uit de Tang-dynastie, de 8e-eeuwse Huichong pagode. Van de 167 stoepa's bij de tempel zijn er geen twee gelijk en net als de terracottabeelden in de 1000-Boeddha's hal goed bewaard gebleven, en niet beschadigd tijdens de culturele revolutie. De Pizhi-pagode is met 54 meter het hoogste bouwwerk van het complex. Deze werd oorspronkelijk gebouwd in het jaar 753; de huidige is gebouwd tussen 1056 en 1063. Hoewel de houten ruimtes alle werden herbouwd tijdens de Ming dynastie (1368–1644) en de Qing-dynastie (1644–1912), zijn de stenen voetstukken van de pilaren in de 1000-Boeddha's hal nog origineel werk uit de Tang- en Song-tijdperken.

## Afbeeldingen

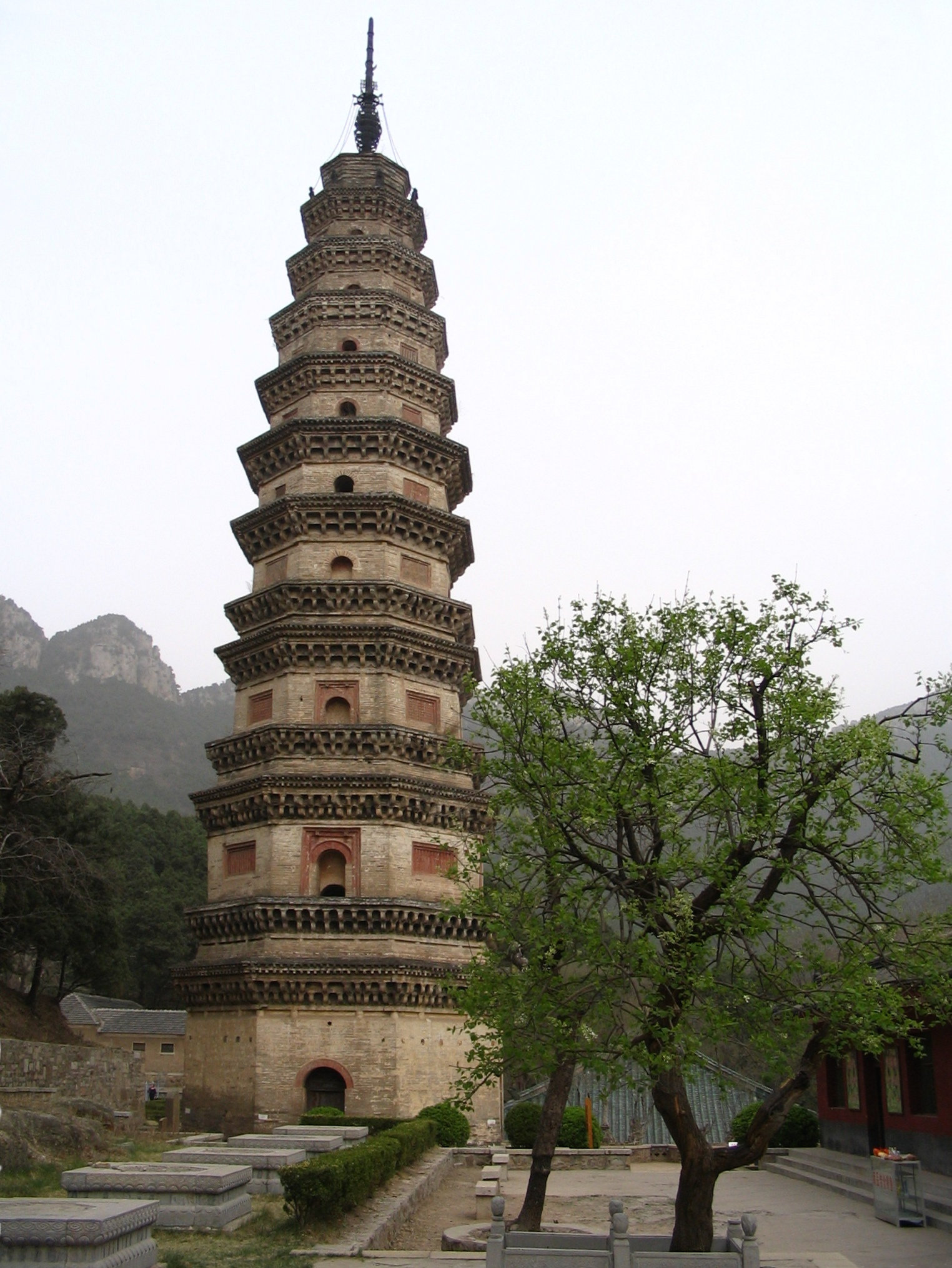
Pizhi-pagode, gebouwd van 1056 tot 1063 onder keizer Song Renzong
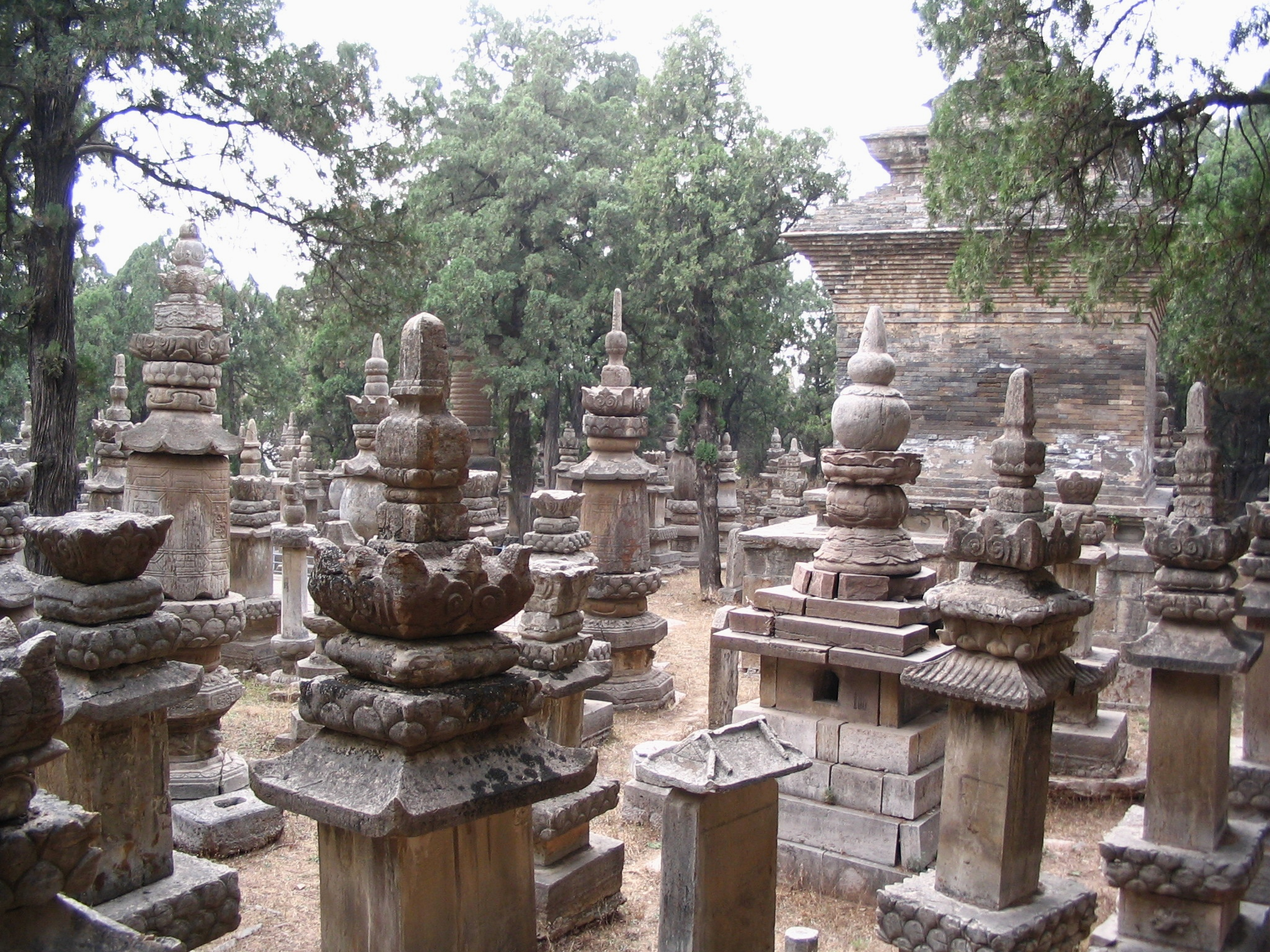
Enkele van de 167 stoepa's, sommige uit de Tang-dynastie, andere uit de Qing-dynastie
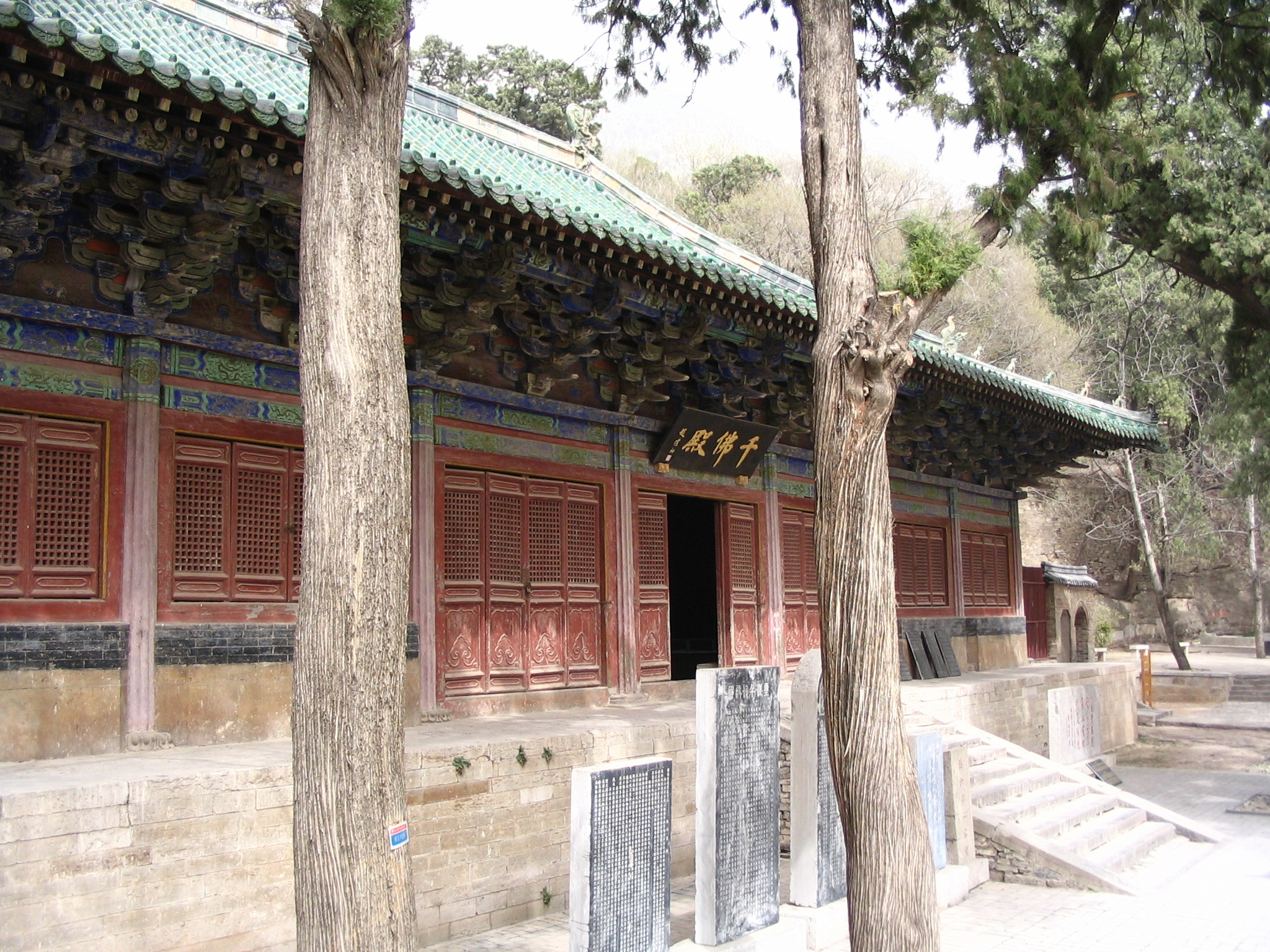
Hal der 1000 Boeddha's